# Paweł Albert
Paweł Albert (ur. 1557 w Radolfzell am Bodensee, zm. 6 maja 1600 w Nysie) – biskup-elekt wrocławski w latach 1599–1600.
Jego rodzicami byli Georg Albert i Anna Etschenreutin. W 1575 r. rozpoczął studia w Collegium Germanicum w Rzymie. W 1582 r. przeniósł się na uniwersytet w Bolonii, gdzie uzyskał doktorat z teologii. W 1580 r. na podstawie prowizji papieskiej wszedł do kapituły wrocławskiej. Ponadto był także kanonikiem kapituły św. Krzyża, protonotariuszem apostolskim i radcą biskupim. W 1591 r. został starostą księstwa nyskiego.
Po śmierci biskupa Andreasa Jerina był cesarskim kandydatem na jego następcę. Kapituła wybrała jednak Bonawenturę Hahna. W tej sytuacji Paweł Albert rozwinął ofensywę dyplomatyczną w Wiedniu. Cesarz Rudolf II wpłynął na papieża Klemensa VIII, który 19 lutego 1599 r. skłonił Hahna do rezygnacji, a kapitule polecił wybrać Pawła Alberta. Wybór nastąpił 5 maja 1599, a papież zatwierdził go 17 września 1599. Święcenia biskupie opóźniały się z powodu choroby konsekratora kardynała Franciszka Dietrichsteina z Ołomuńca. Paul Albert zmarł nie doczekawszy konsekracji i został pochowany w kaplicy św. Piotra i Pawła w kościele św. Jakuba w Nysie.